# 趙盾
趙 盾（ちょう とん、生没年不詳）は、中国春秋時代の晋の政治家。姓は嬴、氏は趙、諱は盾、諡は宣。趙衰の長男。趙氏の祖。晋で長く政権を執り、趙氏の存在を一躍大きくした。趙宣子、趙宣孟などとも呼ばれる。 

## 生涯

### 趙盾の登場
父の趙衰は驪姫の乱後、重耳に従って諸国を放浪していた。やがて、趙衰は亡命先の狄で族長の娘、叔隗を娶り、趙盾を儲けた。その後、重耳は晋に帰還して文公となり、趙衰も高位に上った。さらに趙衰は文公の娘、趙姫を娶り、新たに趙同、趙括、趙嬰斉の三人の子を儲けた。本来ならば、主家の娘の趙姫が正妻であり、趙盾は嫡子になれないはずだった。しかし趙姫が、叔隗と趙盾を呼んで正妻と嫡子にするよう、趙衰と文公に進言し、これが受け入れられた。

### 霊公の擁立
紀元前621年、文公の跡を継いでいた襄公により、狐射姑が中軍の将になった。趙盾は中軍の佐になったが、襄公の太傅（公子に付いて教育する役）であった陽処父の推薦で、趙盾が中軍の将にされた。
同年、襄公が没したが、太子の夷皋はまだ幼かったので、群臣は襄公の弟を立てるべきだと話し合い、趙盾の意見で、秦に仕えていた公子雍を呼び戻すことになった。しかし、狐射姑が陳にいた公子楽を呼び寄せようとしていたので、趙盾は刺客を放って公子楽を殺してしまった。狐射姑は亡命したが、このことで反対派の動向を恐れるようになった趙盾は考えを変え、夷皋を晋公に立てることにして、秦軍に護衛されてきた公子雍を軍を出して追い払ってしまった。このとき、公子雍を迎えにいっていた先蔑と士会は秦へ亡命した。秦は当然、晋に対して不快感を持ち、攻撃してきたが、これは撃退した。しかし趙盾は、士会が秦にいることを憂い、策を使って呼び戻した。
翌年、夷皋は即位して霊公となった。当初は趙盾の言うことをおとなしく聞いていた霊公だが、長ずるに従って逆らうようになり、趙盾が諌めても聞こうとしなかった。
霊公と趙盾の対立は日に日に深まり、紀元前607年、霊公は趙盾を殺すために鉏麑という刺客を送った。
しかし、趙盾の屋敷にやってきた鉏麑は、趙盾の身の修め方を見て、殺すことは正しくないと考え、自ら頭を木に打ち付けて自殺してしまった。霊公はそれでも諦めず、宴に刺客を潜り込ませて、趙盾を殺そうとした。趙盾は人の助けでこれを逃れ、亡命しようとしたが、従兄弟の趙穿が怒って霊公を殺してしまった。このとき、趙盾はまだ国境を出ておらず、慌てて宮殿に戻り、襄公の弟の公子黒臀を迎えて晋公に立てた。これが成公である。
霊公の死に関しては、太史（史官）の董狐によって、晋の国史に「趙盾、その君を弑す」と書かれてしまった（弑すは目上の人間を殺すこと）。
趙盾は「自分が弑したわけではない」と抗議したが、董狐は「あなたは霊公が殺された後、国境を出ずに帰ってきた。すなわち、その時点であなたはまだ晋の正卿であるのだから、反逆者である趙穿を誅する義務があった。それをしなかったのだから、自らが弑したのと同じだ。」と答えた。この後、趙盾はこのことに関して一切反論しなかった。

### 引退
その後、趙盾は異母弟の趙括を公族にすることを成公に願い、受け入れられた。趙姫の恩を忘れなかったのである。
紀元前601年、長きに渡る正卿の地位を郤缺に譲って引退した。いつ死去したのかは不明であるが、「宣」の諡を与えられ、以後、趙宣子と呼ばれるようになる。
生前、趙盾はある夢を見た。この夢を占ってみると「絶えて後よし」と出た。この卦のとおり、子の趙朔の時代にその威勢を妬まれて一族皆殺しの目にあったが、唯一逃れた趙武が趙氏を復興し、大いに栄えた。

## 趙盾を題材にした小説
- 宮城谷昌光 「孟夏の太陽」『孟夏の太陽』、文藝春秋、1991年。
- 安西篤子 「趙氏春秋」『洛陽の姉妹』、講談社、1999年。